# Anunciación (nombre)
Anunciación es un nombre propio femenino de origen latino en su variante en español. Su significado es "anuncio". Proviene de la Anunciación o Salutación angélica, episodio de la vida de la Virgen María en el que un ángel le anuncia que va a ser madre de Jesús. 

## Santoral
25 de marzo: Anunciación de la Virgen María.

## Variantes
- Anunciata.

| Variantes en otras lenguas | Variantes en otras lenguas |
| -------------------------- | -------------------------- |
| Español                    | Anunciación                |
| Alemán                     | Annunziata                 |
| Catalán                    | Anunciació                 |
| Euskera                    | Deiñe, Deikun, Iragartze   |
| Francés                    | Annonciation, Annonciade   |
| Gallego                    | Anunciación                |
| Holandés                   | Annunciatie                |
| Inglés                     | Annunciation               |
| Italiano                   | Annunciazione, Annunziata  |
| Latín                      | Annuntiatio                |
| Polaco                     | Anuncjata                  |
| Portugués                  | Anunciação                 |